# Brachysiderus mielkeorum
Brachysiderus mielkeorum är en skalbaggsart som beskrevs av Paschoal Coelho Grossi 2005. Brachysiderus mielkeorum ingår i släktet Brachysiderus och familjen Dynastidae. Inga underarter finns listade.